# Kānī Ţūmār
Kānī Ţūmār (persiska: کانی طومار) är en ort i Iran.   Den ligger i provinsen Västazarbaijan, i den nordvästra delen av landet, 500 km väster om huvudstaden Teheran. Kānī Ţūmār ligger 1 537 meter över havet och antalet invånare är 291.
Terrängen runt Kānī Ţūmār är kuperad åt nordväst, men åt sydost är den platt. Terrängen runt Kānī Ţūmār sluttar österut. Runt Kānī Ţūmār är det ganska tätbefolkat, med 155 invånare per kvadratkilometer. Närmaste större samhälle är Būkān, 19,8 km sydost om Kānī Ţūmār. Trakten runt Kānī Ţūmār består i huvudsak av gräsmarker.